# Manuel Ivo Cruz (1901-1985)
Pour les articles homonymes, voir Manuel Ivo Cruz et Cruz.
Manuel Ivo Cruz, né le 19 mai 1901 à Corumbá au Brésil et mort le 8 septembre 1985 à Lisbonne, est un compositeur, chef d'orchestre, musicien et professeur de musique portugais. Il se distingue comme fondateur de l'Orchestre philharmonique de Lisbonne (1937) et recteur du Conservatoire national de Lisbonne (1938-1971), succédant à José Vianna da Motta à ce poste. Il est le père de Manuel Ivo Cruz (pt) (1935-2010), également chef d'orchestre au Teatro Nacional de São Carlos.

## Biographie
Manuel Ivo Cruz naît le 19 mai 1901 à Corumbá.
Il est le fils de Manuel Pereira da Cruz et de son épouse Palmira Machado, un couple de Portugais de l'Algarve (Olhão). Enfant, il part pour Lisbonne, la ville où il fait ses études secondaires, entrant à la faculté de droit de l'université de Lisbonne, où il obtient un diplôme en droit.
Il commence ses études musicales à Lisbonne avec Timoteo da Silveira pour le piano et pour la composition António Tomás de Lima et Tomás Borba. Préférant la musique à la défense, après avoir terminé son diplôme de droit, il part en 1925 pour Munich, en Allemagne, où il étudie la composition, la direction d'orchestre, l'esthétique et l'histoire de la musique.
De retour à Lisbonne, il commence à travailler comme professeur au Conservatoire national de Lisbonne, une institution alors dirigée par José Vianna da Motta. Dans ces fonctions, et en tant que compositeur, il cultive son intérêt pour la musique portugaise préclassique, composant de nouvelles œuvres intégrées dans ce style et fondant en 1931 la Duarte Lobo Choral Society, spécialement orientée vers l'exécution de ce répertoire. Ces efforts permettent à ce style musical d'être connu du grand public et d'avoir une diffusion internationale. Dans cet effort, il promeut les premières auditions et éditions modernes de certaines des œuvres les plus remarquables de compositeurs tels que Carlos de Seixas (1704-1742) et João de Sousa Carvalho (1745-1798).
En 1937, il organise l'orchestre philharmonique de Lisbonne, avec lequel il dévoile un peu partout dans le monde le répertoire musical portugais. L'année suivante, il remplace Vianna da Motta à la direction du Conservatoire national, poste qu'il occupe jusqu'en 1971.
Outre son activité de compositeur et de musicien, Ivo Cruz collabore régulièrement à diverses publications, et publie une autobiographie en 1985; il contribue également aux revues Contemporânea (1915-1926) et Música (1924-1925).
Parmi son œuvre musicale vaste et diversifiée, dans un style impressionniste au goût portugais, figurent deux symphonies, deux concertos pour piano et de multiples chansons et pièces instrumentales. Son œuvre la plus connue est peut-être la Symphonie d'Amadis, créée à Lisbonne en 1953.
Il amasse une importante collection bibliographique sur des thèmes musicaux qui est intégrée à la Bibliothèque nationale de Lisbonne, où elle constitue la collection Ivo Cruz, qui comprend des imprimés très rares et uniques, et le plus grand ensemble connu d'autographes de João Domingos Bomtempo (1775-1842).
Ivo Cruz est l'une des figures les plus importantes des relations culturelles luso-brésiliennes et de la diffusion de la culture musicale portugaise au Brésil et en Europe.
Manuel Ivo Cruz meurt le 8 septembre 1985 à Lisbonne.

## Œuvres

### Orchestre
- Motivos Lusitanos (1928)
- Idílio de Miraflores (1952)
- Sinfonia de Amadis (1952)
- Sinfonia de Queluz (1964)

### Soliste et orchestre
- Tríptico para Voz e Orquestra (1930)
- Os Amores do Poeta para Voz e Orquestra (1942)
- 1º Concerto Português para Piano e Orquestra (1945)
- 2º Concerto Português para Piano e Orquestra (1946)

### Musique de chambre
- Sonata para Violino e Piano (1922) - Foi interpretada em várias ocasiões pelo famoso violinista Henryk Szeryng.
- Pastoral (versão para 2 pianos) (1954)
- Vida da Minha Alma para Violoncelo e Piano
- 2º Concerto Português (versão para 2 pianos)
- Ritornellos e Danças para 2 pianos

### Voix et piano
- Canções Perdidas (1923)
- Os Amores do Poeta (1942)
- Baladas Lunáticas (1944)
- Canções Profanas (1968)
- Canções Sentimentais (1972)

### Piano Solo
- Paisagens Sentimentais (1920)
- Aguarelas (1922)
- Homenagens (1955)
- Caleidoscópio (1957)
- Suite (1960)

### Ballet
- Pastoral (1942)

### Arrangements
- 1º Tento de "Flores de Música" (de Manoel Rodrigues Coelho) (1924)
- Sonata (de Joaquim Casimiro) (1965)
- Sonata para Violino e Cravo (de Francisco Xavier Baptista)
- O Amor Industrioso (de João de Sousa Carvalho)
- Suite nº 1 (de  João de Sousa Carvalho)
- Concerto para Cravo e Cordas (de João de Sousa Carvalho)
- Abertura para Orquestra de Cordas (de João de Sousa Carvalho)

### Autres œuvres
- Dança Nobre (Instrumentação Desconhecida)

## Décorations
- Officier de l'Ordre de Sant'Iago de l'Épée du Portugal (5 octobre 1931)
- Commandeur de l'Ordre de Sant'Iago de l'Épée du Portugal (21 juin 1938)
- Grand Officier de l'Ordre de l'Instruction Publique du Portugal (15 septembre 1971)[8]